# オースティン・アレン (野球)
オースティン・マイケル・アレン（Austin Michael Allen, 1994年1月16日 - ）は、アメリカ合衆国ミズーリ州セントルイス出身のプロ野球選手（捕手）。右投左打。MLBのニューヨーク・メッツ傘下所属。

## 経歴

### プロ入りとパドレス時代
2015年のMLBドラフト4巡目（全体117位）でサンディエゴ・パドレスから指名され、プロ入り。契約後、傘下のA-級トリシティズ・ダストデビルズでプロデビュー。53試合に出場して打率.240、2本塁打、34打点を記録した。
2016年はまずA級フォートウェイン・ティンキャップスでプレーし、109試合に出場して打率.320、7本塁打、61打点、ops.791を記録した。またシーズン終盤にはAA級サンアントニオ・ミッションズでプレーし、3試合に出場して打率.273、1本塁打、1打点を記録した。
2017年はA+級レイクエルシノア・ストームでプレーし、121試合に出場して打率.283、22本塁打、81打点を記録した。
2018年はAA級サンアントニオでプレーし、119試合に出場して打率.290、22本塁打、56打点を記録した。オフの11月20日にルール・ファイブ・ドラフトでの流出を防ぐために40人枠入りした。
2019年はAAA級エルパソ・チワワズで開幕をスタートしたが、5月11日にメジャー初昇格を果たした。その日の試合で代打として出場し、ウェイド・デービスから四球を選んだ。結局このシーズンはAAA級エルパソとメジャーを行き来し、AAA級エルパソでは打率.330、21本塁打、67打点、メジャーでは34試合で打率.215、3打点の成績をそれぞれ残した。

### アスレチックス時代

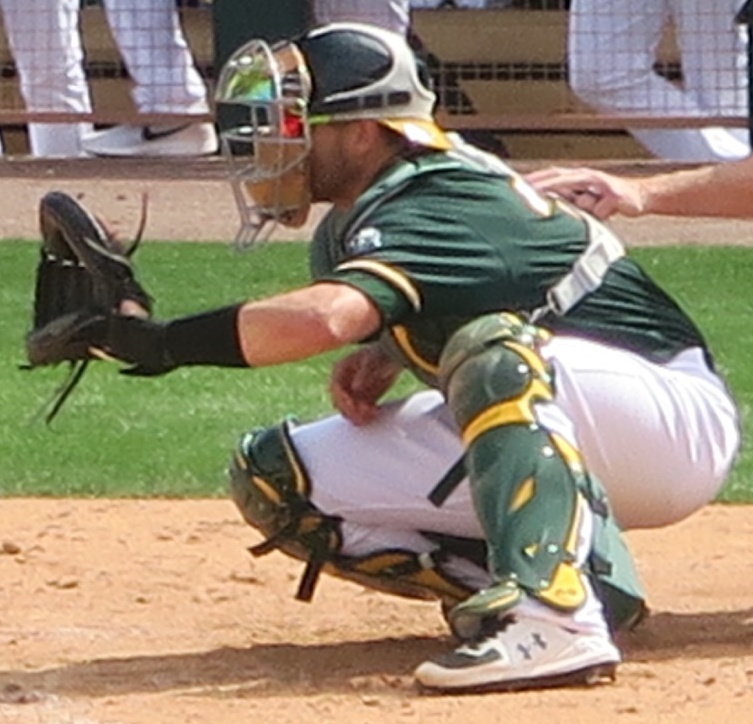
オークランド・アスレチックス時代
(2020年2月23日)

2019年12月2日にジュリクソン・プロファーとのトレードで、後日発表選手と共にオークランド・アスレチックスへ移籍した。
2020年は14試合に出場して打率.194、1本塁打、3打点を記録した。
2021年は4試合の出場にとどまった。
2022年5月2日にDFAとなり、4日にマイナー契約で傘下のAAA級ラスベガス・アビエイターズへ配属された。

### カージナルス傘下時代
同年8月2日にカルロス・グアラテとのトレードでセントルイス・カージナルスへ移籍した。
移籍後は、傘下のAAA級メンフィス・レッドバーズに所属したが、メジャー昇格はならなかった。
シーズン終了後の11月10日にFAとなった。
最終的にこの年もアスレチックスでの5試合の出場にとどまり、打率と長打率もわずか7分1厘であった。

### マーリンズ傘下時代
オフの12月5日にマイアミ・マーリンズとマイナー契約を結び、翌6日に傘下のAAA級ジャクソンビル・ジャンボシュリンプに配属された。
2023年はAAA級ジャクソンビル・ジャンボシュリンプでプレーし、打率.225、出塁率.312、長打率.491で23本塁打、67打点だった。シーズン終了後の11月6日にFAとなった。

### メッツ傘下時代
2024年1月16日に、ニューヨーク・メッツとマイナー契約を結んだ。

## 詳細情報

### 年度別打撃成績
| 年 度    | 球 団    | 試 合 | 打 席 | 打 数 | 得 点 | 安 打 | 二 塁 打 | 三 塁 打 | 本 塁 打 | 塁 打 | 打 点 | 盗 塁 | 盗 塁 死 | 犠 打 | 犠 飛 | 四 球 | 敬 遠 | 死 球 | 三 振 | 併 殺 打 | 打 率 | 出 塁 率 | 長 打 率 | O P S |
| -------- | -------- | ----- | ----- | ----- | ----- | ----- | -------- | -------- | -------- | ----- | ----- | ----- | -------- | ----- | ----- | ----- | ----- | ----- | ----- | -------- | ----- | -------- | -------- | ----- |
| 2019     | SD       | 34    | 71    | 65    | 4     | 14    | 4        | 0        | 0        | 18    | 3     | 0     | 0        | 0     | 0     | 6     | 3     | 0     | 21    | 2        | .215  | .282     | .277     | .559  |
| 2020     | OAK      | 14    | 32    | 31    | 1     | 6     | 1        | 0        | 1        | 10    | 3     | 0     | 0        | 0     | 0     | 1     | 0     | 0     | 14    | 0        | .194  | .219     | .323     | .541  |
| 2021     | OAK      | 4     | 8     | 8     | 2     | 2     | 0        | 0        | 1        | 5     | 1     | 0     | 0        | 0     | 0     | 0     | 0     | 0     | 3     | 0        | .250  | .250     | .625     | .825  |
| 2022     | OAK      | 5     | 16    | 14    | 1     | 1     | 0        | 0        | 0        | 1     | 0     | 0     | 0        | 0     | 0     | 1     | 0     | 1     | 9     | 1        | .071  | .188     | .071     | .259  |
| MLB：4年 | MLB：4年 | 57    | 128   | 118   | 8     | 23    | 5        | 0        | 2        | 34    | 7     | 0     | 0        | 0     | 0     | 8     | 3     | 1     | 47    | 3        | .195  | .252     | .288     | .540  |

- 2022年シーズン終了時

### 年度別守備成績

#### 捕手守備
|       | 球 団 | 捕手 | 捕手 | 捕手 | 捕手 | 捕手   | 捕手  | 捕手     | 捕手     | 捕手   | 捕手   | 捕手 |
| 試 合 | 球 団 | 刺殺 | 補殺 | 失策 | 併殺 | 守備率 | 捕逸  | 企 図 数 | 許 盗 塁 | 盗塁刺 | 阻止率 |      |
| ----- | ----- | ---- | ---- | ---- | ---- | ------ | ----- | -------- | -------- | ------ | ------ | ---- |
| 2019  | SD    | 19   | 126  | 10   | 1    | 0      | .993  | 3        | 9        | 8      | 1      | .111 |
| 2020  | OAK   | 14   | 76   | 1    | 0    | 0      | 1.000 | 0        | 7        | 6      | 1      | .143 |
| MLB   | MLB   | 33   | 202  | 11   | 1    | 0      | .995  | 3        | 16       | 14     | 2      | .125 |

- 2020年シーズン終了時

#### 内野守備
| 年 度 | 球 団 | 一塁手 | 一塁手 | 一塁手 | 一塁手 | 一塁手 | 一塁手 |
| 年 度 | 球 団 | 試 合  | 刺殺   | 補殺   | 失策   | 併殺   | 守備率 |
| ----- | ----- | ------ | ------ | ------ | ------ | ------ | ------ |
| 2019  | SD    | 2      | 5      | 1      | 0      | 3      | 1.000  |
| MLB   | MLB   | 2      | 5      | 1      | 0      | 3      | 1.000  |

- 2020年シーズン終了時

### 背番号
- 62（2019年）
- 30（2020年 - 2022年）